# Jacinto City
Jacinto City es una ciudad ubicada en el condado de Harris en el estado estadounidense de Texas. En el Censo de 2010 tenía una población de 10.553 habitantes y una densidad poblacional de 2.177,73 personas por km².

## Geografía
Jacinto City se encuentra ubicada en las coordenadas 29°45′59″N 95°14′28″O / 29.76639, -95.24111. Según la Oficina del Censo de los Estados Unidos, Jacinto City tiene una superficie total de 4.85 km², de la cual 4.84 km² corresponden a tierra firme y (0.11%) 0.01 km² es agua.

## Demografía
Según el censo de 2010, había 10.553 personas residiendo en Jacinto City. La densidad de población era de 2.177,73 hab./km². De los 10.553 habitantes, Jacinto City estaba compuesto por el 64.32% blancos, el 3.52% eran afroamericanos, el 1.12% eran amerindios, el 0.23% eran asiáticos, el 0% eran isleños del Pacífico, el 27.22% eran de otras razas y el 3.59% pertenecían a dos o más razas. Del total de la población el 83.92% eran hispanos o latinos de cualquier raza.

## Educación

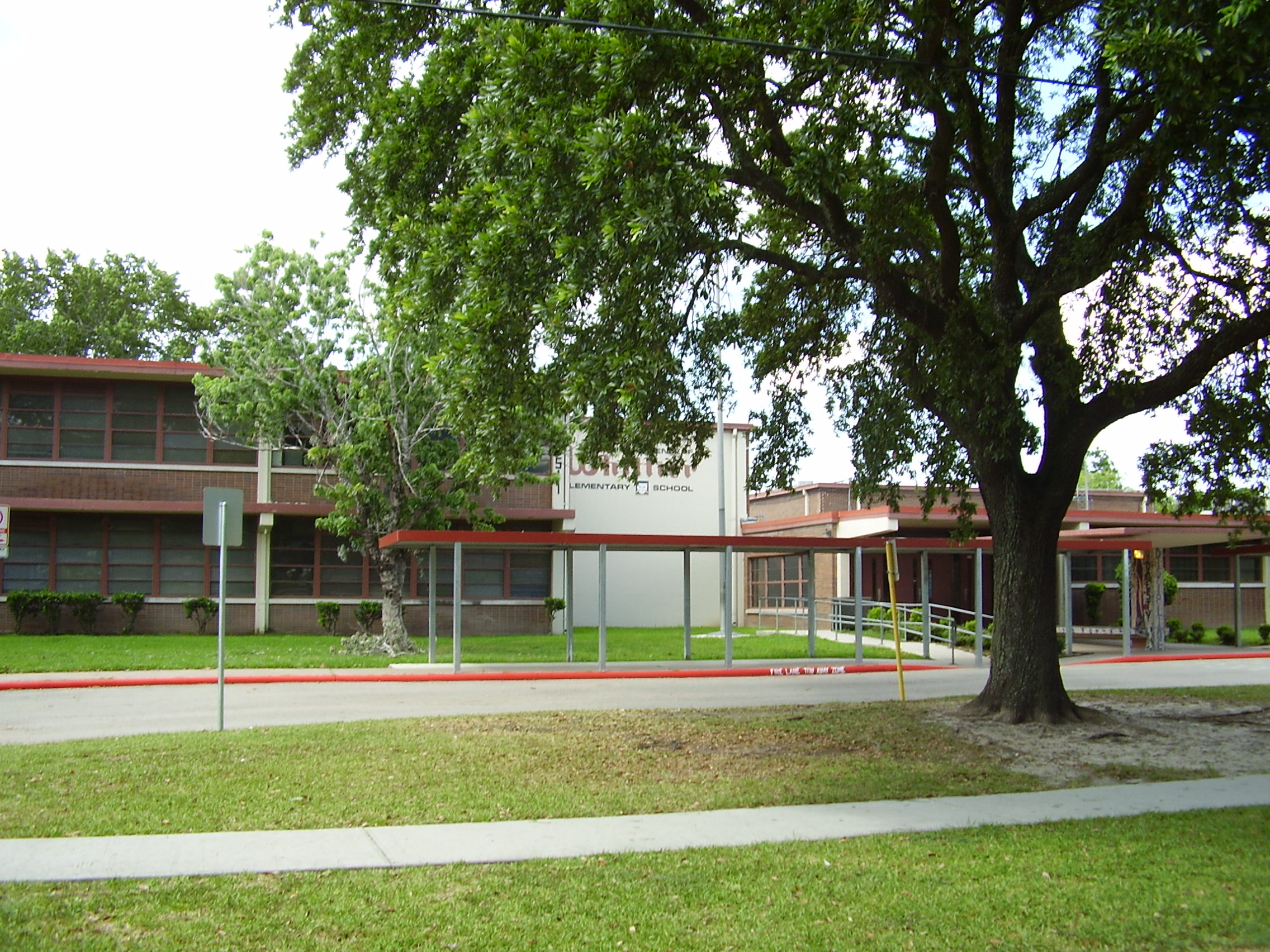
Escuela Primaria Whittier, del HISD

El Distrito Escolar Independiente de Houston (HISD) y el Distrito Escolar Independiente de Galena Park (GPISD) gestionan escuelas públicas.
La Biblioteca Pública del Condado de Harris gestiona la Biblioteca Sucursal Jacinto City.
El Houston Community College sirve áreas de Jacinto City en HISD. San Jacinto College (EN) sirve áreas de Jacinto City en GPISD.

## Recreación
La ciudad gestiona la Centro de La Ciudad Heritage Hall para los adultos que tienen 60 años o más.

## Galería

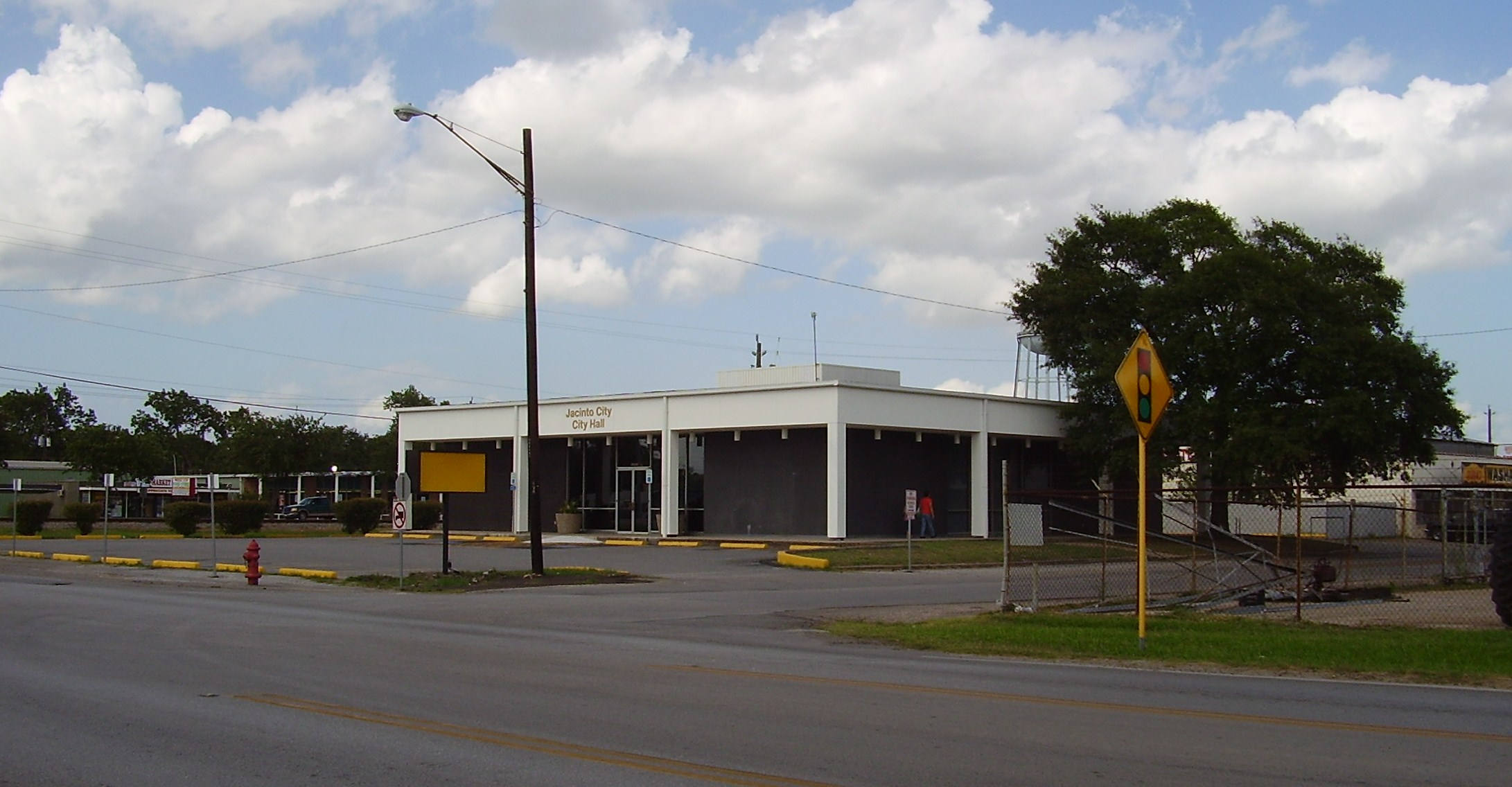
Ayuntamiento
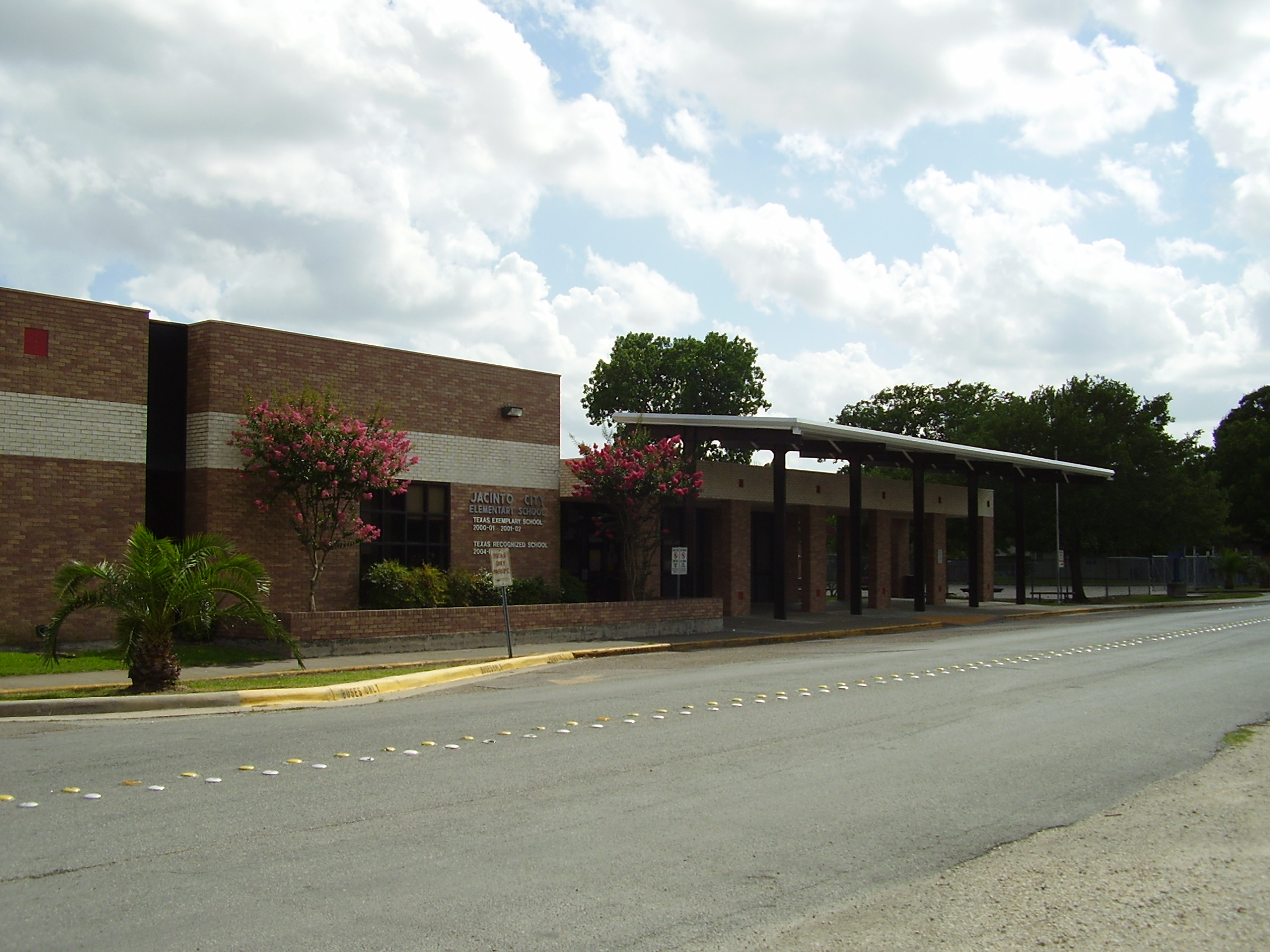
Escuela Primaria Jacinto City, del GPISD
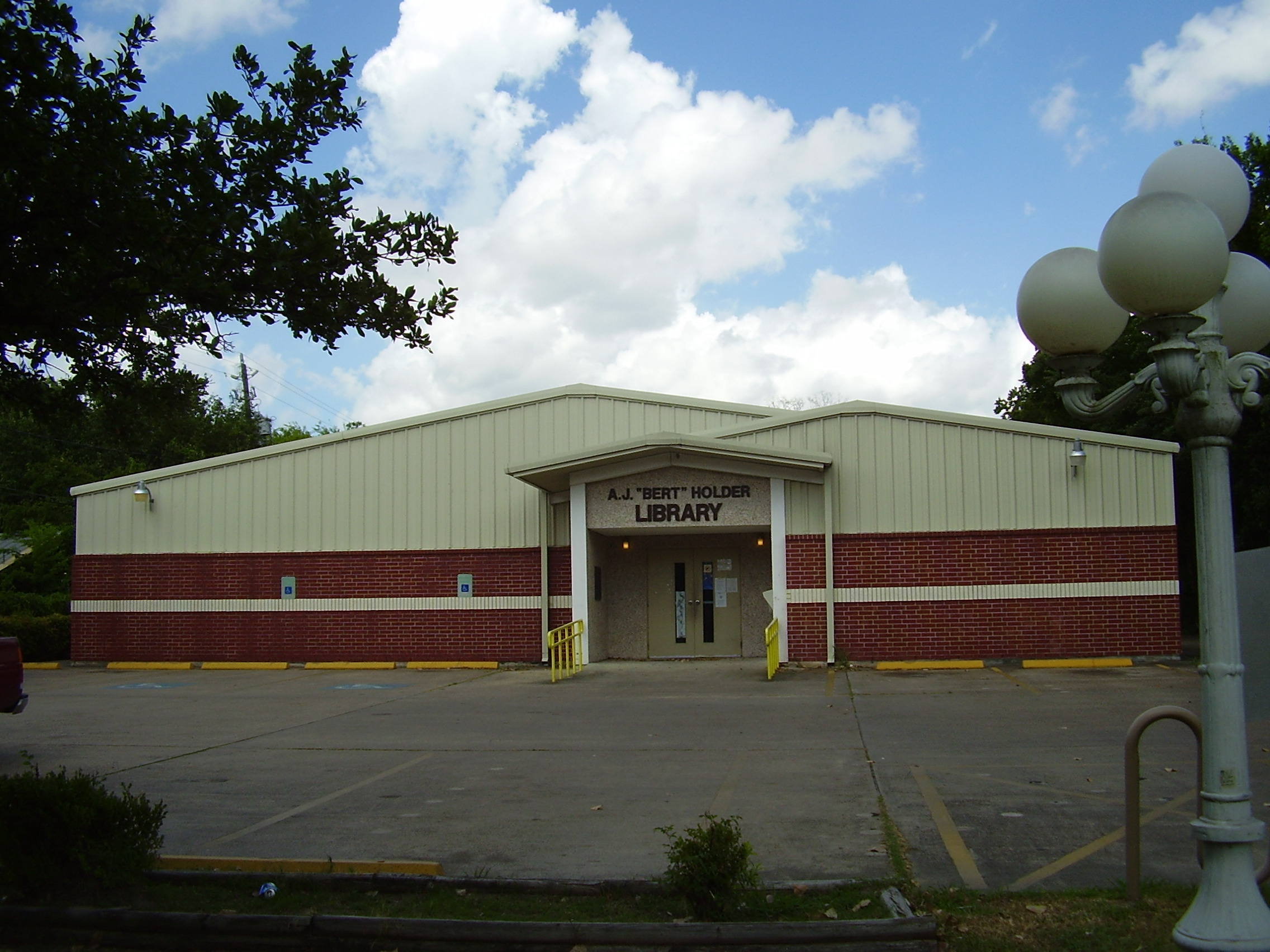
Biblioteca Pública Bert Holder de Jacinto City
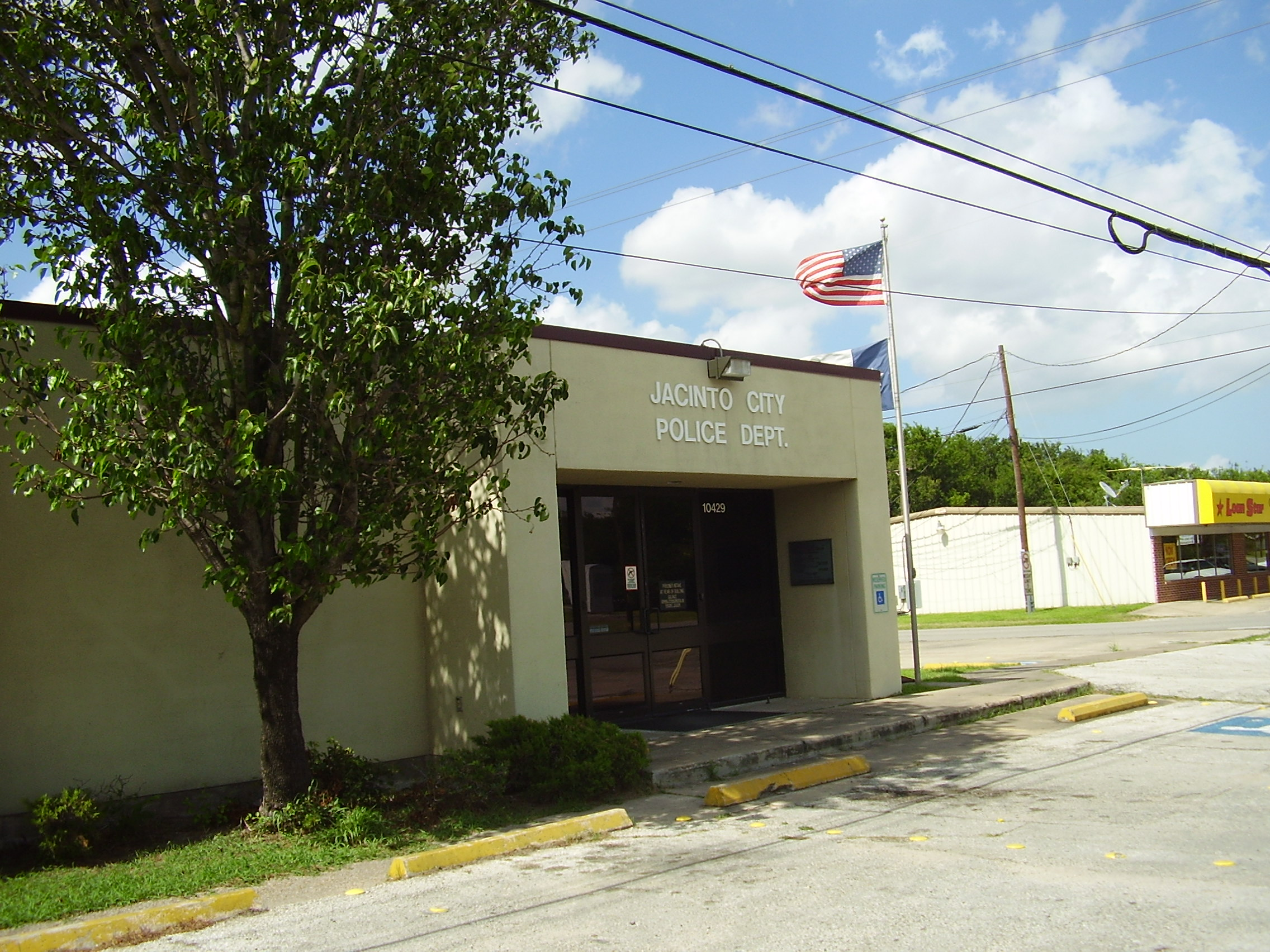
Estación de policía
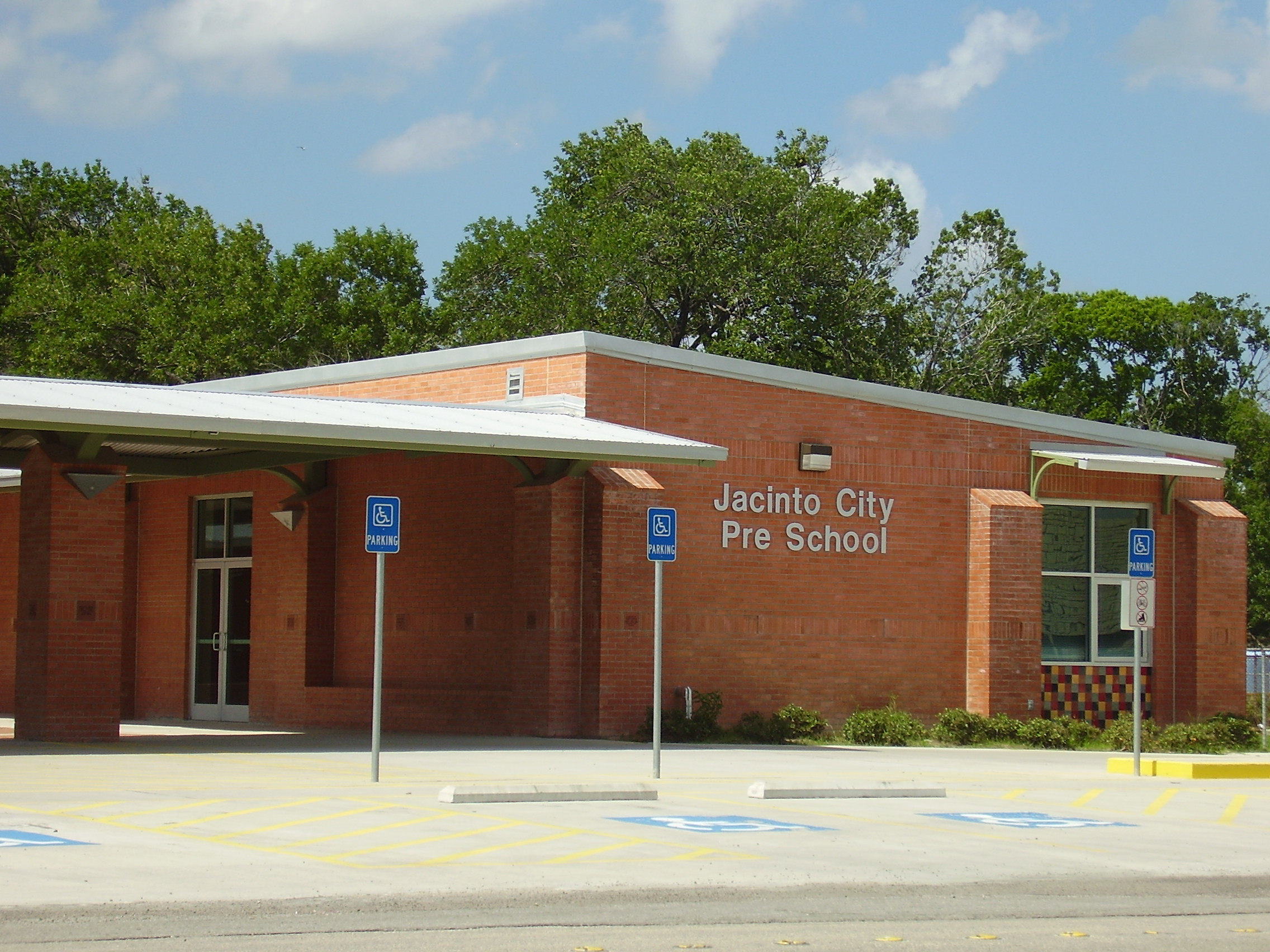
Escuela Pre-escolar Municipal
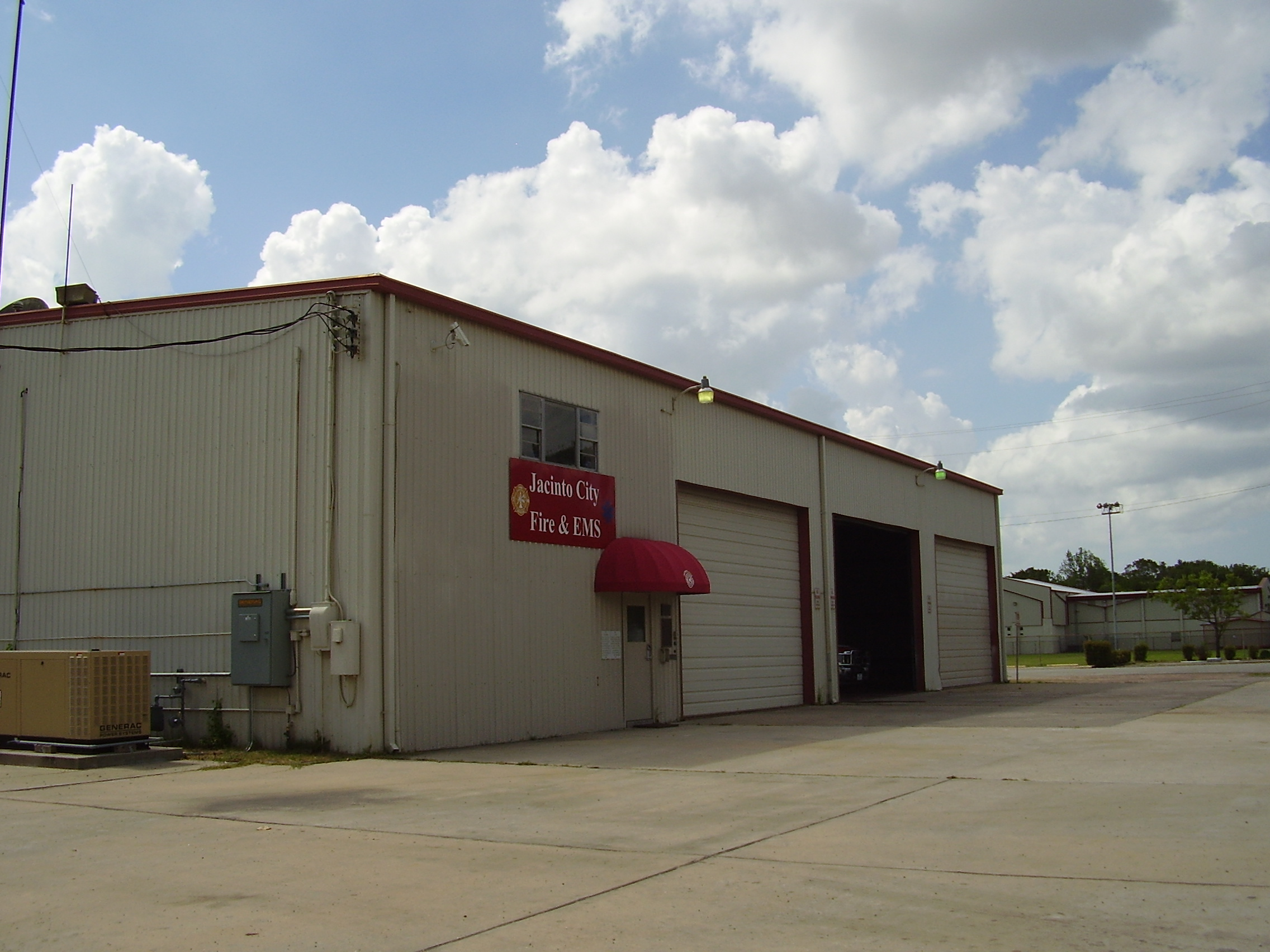
Estación de bomberos y servicios médicos de emergencia